# Mazcuerras
Mazcuerras là một đô thị trong tỉnh và cộng đồng tự trị Cantabria, Tây Ban Nha. Đô thị này có diện tích là 55,65 ki-lô-mét vuông, dân số năm 2009 là 2087 người với mật độ người/km². Đô thị này có cự ly km so với tỉnh lỵ Santander.